# Bur Nikarongampar
Bur Nikarongampar är ett berg i Indonesien.   Det ligger i provinsen Aceh, i den västra delen av landet, 1 700 km nordväst om huvudstaden Jakarta. Toppen på Bur Nikarongampar är 912 meter över havet, eller 299 meter över den omgivande terrängen. Bredden vid basen är 8,7 km.
Terrängen runt Bur Nikarongampar är huvudsakligen kuperad, men söderut är den bergig.Runt Bur Nikarongampar är det glesbefolkat, med 15 invånare per kvadratkilometer. I omgivningarna runt Bur Nikarongampar växer i huvudsak städsegrön lövskog.